# Селці (Бизоваць)
45°33′ пн. ш. 18°31′ сх. д. / 45.55° пн. ш. 18.51° сх. д.
Селці (хорв. Selci) — населений пункт у Хорватії, в Осієцько-Баранській жупанії у складі громади Бизоваць.

## Населення
Населення за даними перепису 2011 року становило 13 осіб.
Динаміка чисельності населення поселення:

## Клімат
Середня річна температура становить 11,06 °C, середня максимальна – 25,60 °C, а середня мінімальна – -6,28 °C. Середня річна кількість опадів – 662 мм.
| Клімат поселення                              | Клімат поселення | Клімат поселення | Клімат поселення | Клімат поселення | Клімат поселення | Клімат поселення | Клімат поселення | Клімат поселення | Клімат поселення | Клімат поселення | Клімат поселення | Клімат поселення | Клімат поселення |
| Показник                                      | Січ.             | Лют.             | Бер.             | Квіт.            | Трав.            | Черв.            | Лип.             | Серп.            | Вер.             | Жовт.            | Лист.            | Груд.            |                  |
| Середній максимум, °C                         | 5,78             | 8,03             | 12,65            | 17,22            | 22,52            | 25,60            | 25,32            | 25,01            | 20,92            | 15,51            | 9,44             | 5,52             |                  |
| Середня температура, °C                       | −0,25            | 2,00             | 6,61             | 11,20            | 16,49            | 19,59            | 21,20            | 20,90            | 16,80            | 11,40            | 5,30             | 1,40             |                  |
| Середній мінімум, °C                          | −6,28            | −4               | 0,61             | 5,20             | 10,50            | 13,52            | 17,10            | 16,79            | 12,70            | 7,28             | 1,22             | −2,68            |                  |
| Норма опадів, мм                              | 42               | 38               | 40               | 51               | 62               | 83               | 63               | 61               | 51               | 57               | 63               | 51               |                  |
| Середньомісячна швидкість вітру, м/с          | 2.30             | 2.57             | 2.80             | 2.71             | 2.40             | 2.20             | 2.20             | 2.00             | 2.00             | 2.10             | 2.26             | 2.38             |                  |
| Середньомісячна сонячна радіація, кДж/м²·день | 4246             | 6916             | 10897            | 15456            | 19318            | 21567            | 22193            | 20371            | 14901            | 9338             | 4761             | 3509             |                  |
| --------------------------------------------- | ---------------- | ---------------- | ---------------- | ---------------- | ---------------- | ---------------- | ---------------- | ---------------- | ---------------- | ---------------- | ---------------- | ---------------- | ---------------- |
| Джерело:                                      |                  |                  |                  |                  |                  |                  |                  |                  |                  |                  |                  |                  |                  |